# Clandestine Blaze / Deathspell Omega – Split
Clandestine Blaze / Deathspell Omega - Split - split dwóch grup blackmetalowych, Deathspell Omega i Clandestine Blaze.

## Lista utworów

### Clandestine Blaze
1. "Will To Kill" - 07:47
2. "Blasphemous Lust" - 02:42
3. "Raping The Innocent" - 03:20
4. "Genocide Operation" - 08:21

### Deathspell Omega
1. "Bestial Orgies" - 05:47
2. "The Suicide Curse" - 07:53
3. "Seal Of Perversion" - 07:07

## Wersje
- Wersja CD wydana przez Northern Heritage w roku 2001.
- Wersja LP wydana przez Northern Heritage w roku 2001. Limitowana do 300 egzemplarzy.
- Wersja CD (reedycja) wydana przez Northern Heritage w roku 2003.